# ألكسندر غروفين
ألكسندر غروفين (بالنرويجية البوكمول: Alexander Groven)‏ هو لاعب كرة قدم نرويجي في مركز الدفاع، ولد في 2 يناير 1992 في أوسلو في النرويج. شارك مع منتخب النرويج تحت 16 سنة لكرة القدم ومنتخب النرويج تحت 17 سنة لكرة القدم ومنتخب النرويج تحت 18 سنة لكرة القدم ومنتخب النرويج تحت 19 سنة لكرة القدم ومنتخب النرويج تحت 21 سنة لكرة القدم. أما مع النوادي، فقد لعب مع نادي ساربسبورغ 08 ونادي لين.

## وصلات خارجية
- ألكسندر غروفين على موقع اتحاد النرويج (النرويجية)
- ألكسندر غروفين على موقع قاعدة بيانات كرة القدم.إي يو (الإنجليزية)
- ألكسندر غروفين على موقع Soccerway.com (الإنجليزية)